# Непряева, Дарья Михайловна
Дарья Михайловна Непряева (род. 18 мая 2002 года, Тверь) — российская лыжница, чемпионка России по лыжным гонкам 2025 года (в командном спринте), чемпионка мира среди юниоров 2022 года в гонке с раздельным стартом классическим стилем на 5 км, серебряный призёр чемпионата мира среди юниоров 2022 года в эстафете. Мастер спорта России. На этапах Кубка России выступает за Татарстан.

## Биография
Родилась в Твери. 
Мать — заслуженный тренер России по лыжным гонкам Ирина Непряева. Старшая сестра — олимпийская чемпионка Наталья Терентьева (в девичестве — Непряева).

## Достижения
- Трехкратный бронзовый призёр Всероссийской спартакиады 2024 года в классическом спринте, эстафете и командном спринте свободным стилем.
- Серебряный призёр Чемпионата России 2023 года по лыжным гонкам в эстафете.
- Двукратный бронзовый призёр Чемпионата России по лыжным гонкам 2024 в эстафете и командном спринте.
- Двукратная чемпионка России по лыжным гонкам 2025 года в эстафете и командном спринте, двукратный серебряный призёр Чемпионата России 2025 года по лыжным гонкам в скиатлоне и смешанной эстафете, бронзовый призёр Чемпионата России 2025 года в гонке с раздельным стартом свободным стилем на 10 км[5].